# Вертепов, Дмитрий Петрович
Дмитрий Петрович Вертепов (17 декабря 1897, станица Прохладная, Терской области — 28 февраля 1976, Нью-Йорк) — офицер Белой армии. Вице-председатель Союза Чинов Русского Корпуса, редактор журнала «Наши Вести» (1952—1976).

## Биография
Родился в семье офицера Терского казачьего войска. После окончания в 1916 году Владикавказского кадетского корпуса продолжил учёбу в Николаевском кавалерийском училище (1917).

## Служба и участие в боевых действиях
Принял участие в боях Первой мировой войны в августе 1916 года в составе 2-й Сводной казачьей дивизии, под командой генерала П. Н. Краснова, входившей в состав 4-го Конного корпуса генерала Гилленшмидта. За отличия в сражениях Вертепову было присвоен чин старшего урядника.
Служил хорунжим Волгской запасной сотни и 1-го Волгского Его Императорского высочества наследника Цесаревича полк Терского казачьего войска.
Участник Терского восстания против большевиков, был командиром сотни ст. Прохладной. Затем примкнул к «белому движению».
Участник Гражданской войны. Служил в частях Добровольческой армии и Вооружённых сил Юга России. С января 1919 года — младший офицер 2-го Горско-Моздокского полка, с сентября 1919 года — сотник Терской гвардейской сотни.
Находился в рядах Русской Армии до её эвакуации из Крыма. С осени 1925 года в составе дивизиона лейб-гвардии Кубанской и Терской сотен служил в пограничной службе Королевства Югославия в чине подъесаула.
Во время Второй мировой войны поступил на службу в Русский охранный корпус, действовавший на стороне немцев. В составе корпуса участвовал в акциях против титовских партизан, сражался против частей Красной армии, румынских и болгарских соединений.
В 1945—1946 годах находился в лагере Келлерберг (Австрия).

## Эмиграция
В 1957 году эмигрировал в Соединённые Штаты, где продолжал активную деятельность в белых эмигрантских организациях. Есаул.
Был избран вице-председателем Союза Чинов Русского Корпуса. С 1952 года до своей смерти в 1976 году — редактор журнала «Наши Вести» и сотрудник журнала «Военная Быль».
С 6 ноября 1974 года — гвардии полковник.
В 1965 году в США в издательстве журнала «Наши вести» под редакцией Д. П. Вертепова вышла книга «Русский Корпус на Балканах во время 2-й мировой войны».